# Zopf-stil
Zopf-stil er en midteuropæisk stilperiode i overgangen mellem rokoko og klassicismen omkring 1760-90.
Zopf er egentlig det tyske ord for fletning, men i denne sammenhæng betyder det nærmere altmodisch.
| Arkitektur | Spire Denne arkitekturartikel er en spire som bør udbygges. Du er velkommen til at hjælpe Wikipedia ved at udvide den. |